# Andrea Jürgens
Pour les articles homonymes, voir Jürgens.
Andrea Elisabeth Maria Jürgens, née le 15 mai 1967 à Wanne-Eickel (devenu quartier de Herne) en Rhénanie-du-Nord-Westphalie, et morte le 20 juillet 2017 à Recklinghausen dans le même Land, est une chanteuse allemande de schlager.
Elle commença sa carrière enfant à la fin des années 1970.

## Biographie
Andrea Jürgens est la fille de Heinz et Margret Jürgens. Repérée par Jack White (de), elle participe à dix ans à une émission de l'ARD à côté de Rudi Carrell. Elle chante Und dabei liebe ich euch beide, une chanson écrite par Jon Athan et composée par Jack White, dans laquelle une enfant raconte le divorce de ses parents. La chanson devient un succès.
Quelques mois après sortent Ich zeige Dir mein Paradies et Tina ist weg qui font d'elle l'enfant star depuis Heintje. En octobre 1979, elle sort un album de Noël qui se vend à plus de 1,5 million d'exemplaires en trois mois.
Dans les années 1980, elle reprend les chansons populaires mais l'album n'est pas un succès. Elle sort des singles comme Manuel Goodbye et Playa Blanca, adaptations en allemand de Jack White de chansons de Linda Susan Bauer. Elle sort deux albums, Solang’ ein Mädchen träumen kann (1982) et Weil wir uns lieben (1984). Par la suite, elle ne sort plus que des singles et une compilation.
Elle revient en 1996 avec le titre Wir greifen nach den Sternen, en duo avec Nockalm Quintett. En 2002, elle fête ses vingt-ans de carrière et publie soixante chansons. Elle fait de même cinq ans après. Suit un nouvel album en 2008.
En 2010, le titre Ich hab nur ein Herz, issu de l'album du même nom, est la meilleure vente de schlager. Elle publie un nouveau best-of en 2012 pour fêter ses trente-cinq ans de carrière.
Elle décède le 20 juillet 2017 des suites d'une insuffisance rénale aiguë.

## Discographie

### Albums studio
- 1978 Ich zeige dir mein Paradies
- 1979 Eine Rose schenk ich dir... und dieses Lied
- 1979 Weihnachten mit Andrea Jürgens - Meine 20 schönsten Weihnachtslieder
- 1980 Irgendwann wird jedes Mädchen mal 17
- 1981 Andrea Jürgens singt die schönsten deutschen Volkslieder
- 1981 Mama Lorraine
- 1982 Solang’ ein Mädchen träumen kann
- 1984 Weil wir uns lieben
- 1990 Küsse der Nacht
- 1991 Liebe
- 1993 Ich krieg nie genug von dir
- 1996 Wenn ich glücklich bin
- 2000 Komm in meine Träume
- 2001 Andrea Jürgens singt die schönsten deutschen Weihnachtslieder - neu produziert
- 2002 Dankeschön zum 25-jährigen Bühnenjubiläum
- 2005 Lust aufs Leben
- 2008 Verbotene Träume
- 2010 Ich hab nur ein Herz
- 2014 Das Beste
- 2015 Millionen von Sternen

### Singles
- 1977 Und dabei liebe ich euch beide
- 1978 Ich zeige dir mein Paradies
- 1978 Tina ist weg
- 1979 Ein Herz für Kinder
- 1979 Eine Rose für dich
- 1979 Aba Heidschi, Bumbeidschi
- 1980 Aber am Sonntag
- 1980 Das Mädchen von den Bergen
- 1980 Ich hab' heute schon Lampenfieber vor dem ersten Kuß
- 1980 Leise rieselt der Schnee
- 1981 Blonder Junge
- 1981 Mama Lorraine
- 1981 Japanese Boy
- 1982 Playa Blanca
- 1982 Puerto Rico
- 1983 Manuel Goodbye
- 1983 Lebenskünstler
- 1983 Wenn Corinna weint
- 1984 Spanien ist schön
- 1984 Chinatown ist in New York
- 1985 Mi amor (Duett mit Robby Tauber)
- 1985 Ciao ciao Amore
- 1986 Shy Shy Sugarman
- 1986 Wenn ich nun geh
- 1987 Nach so einer Nacht
- 1988 Allein in der Nacht
- 1988 Vaya Con Dios
- 1989 Amore Amore
- 1990 Wir tanzen Lambada'
- 1990 Ich hab' Dir nie den Himmel versprochen
- 1990 Küsse der Nacht
- 1991 Heut wird es rote Rosen regnen
- 1991 Santa Catarina
- 1992 Morgens vor dem Radio
- 1992 Sommer in Avignon
- 1992 Liebe
- 1993 Stark zu zweit
- 1993 Eleni hieß das Mädchen
- 1994 Ich krieg nie genug von dir
- 1994 Heut ist ein schöner Tag
- 1995 Wir greifen nach den Sternen (Avec Nockalm Quintett)
- 1996 Stell dir vor
- 1996 Was ist eine Stunde wert
- 1996 Du wirst seh´n (You´ll See)
- 1997 Träume von Napoli
- 1997 Hitmix
- 1997 Ich hab dich so geliebt
- 1998 Weit, weit von hier
- 1998 In deinen Armen
- 1999 Ich bin verrückt nach Liebe
- 1999 Lass mich heute nicht alleine
- 2000 Wenn der Himmel es will
- 2000 Du bist die Liebe meines Lebens
- 2001 Mach mit mir was du willst
- 2001 Denk ja nicht
- 2001 Herz an Herz
- 2002 Ich hab mein Herz an dich verlor´n
- 2002 Vaya vamos a la fiesta
- 2002 Wo ist dein Herz, wenn du träumst
- 2003 Karneval
- 2003 Immer wieder Sehnsucht nach dir
- 2003 Manchmal hilft nur deine Liebe
- 2003 Du hast mich belogen
- 2004 Komm lass uns reden
- 2005 Wenn ich an Dich und deine Liebe denke
- 2005 Gleich nebenan
- 2005 Wenn ich einsam bin
- 2006 Irgendwann irgendwie
- 2006 Die letzte Nacht im Paradies
- 2007 Tut es wirklich nicht mehr weh
- 2007 Verbotene Träume
- 2008 Dieses Parfüm auf deiner Haut
- 2008 Du hast mir total gefehlt
- 2009 Zurück aus meinem Traum
- 2009 Egal wo ich bin
- 2010 Kleine Lügen
- 2010 Ich hab nur ein Herz
- 2011 Ich glaubte,ihre Freundin zu sein
- 2011 Ich vergess dich nicht
- 2011 Rosen ohne Dornen
- 2012 Es ist zu spät, zu verzeihn
- 2012 Wirst du bei ihr bleiben
- 2013 Verlieb dich nochmal (Remix 2013)
- 2015 Millionen von Sternen
- 2015 Das reicht für mehr als eine Nacht
- 2016 Déjà vu